# Deskriptive Unerschöpflichkeit
Der philosophische Terminus deskriptive Unerschöpflichkeit bezeichnet die Unmöglichkeit, die Eigenschaften eines Einzeldings in einer Beschreibung erschöpfend auszuführen. Stets haben konkrete Dinge mehr Eigenschaften, als in einer Beschreibung jeweils genannt werden können. Zugleich sind sie aber auch perzeptiv unerschöpflich, das heißt, sie haben mehr Eigenschaften, als in einer Wahrnehmung jeweils repräsentiert werden. Diese Feststellungen korrespondieren mit der Lehre Husserls von der Fülle des Gegenstands. Die deskriptive Unerschöpflichkeit bedeutet aber nicht Beliebigkeit. Auch wenn ein Gegenstand unendlich viele Möglichkeiten zutreffender Beschreibungen bietet, kann es trotzdem falsche Beschreibungen geben.